# Agis III
Agis III (grekiska Ἄγις) var konung av Sparta mellan 338 och 330 f.Kr. Han efterträdde sin far Archidamos III på samma dag som slaget vid Chaironeia stod. Under Alexander den stores frånvaro i Asien försökte han befria Grekland från Makedoniens övervälde, men stupade i en strid mot Antipatros 330 f.Kr.